# Somos Gitanos
Somos Gitanos (рус. Мы цыгане) — студийный альбом группы Gipsy Kings, выпущенный в октябре 2001 года.

## Список композиций
01. Somos Gitanos (3:42)

02. Magia Del Ritmo (4:06)

03. Quiero Libertad (4:10)

04. Poquito A Poco (3:12)

05. Lleva Me El Compas (3:32)

06. Felices Dias (3:35)

07. Solo, Solo Dire (3:54)

08. Majiwi (4:31)

09. Como Un Silencio (4:50)

10. Jo Busco Un Camino (4:16)

11. Flamencos En El Aire (4:04)

12. Mi Fandango (4:56)

13. One Love (3:47)

## Участники записи
Gipsy Kings
Николас Рейес : основной вокал, гитара

Тони Бальярдо : основная гитара

Андре Рейес : вокал, гитара, пальмас

Пачай Рейес : вокал

Хорхе Рейес : вокал, гитара, пальмас
а также
Жерар Прево : бас-гитара, синтезатор бас, контрабас

Доменик Дройн : орган , клавишные, акустическая гитара

Дени Бенаррош : перкуссии

Родольфо Пачеко : конга

Хорхе (Негрито) Трасанте : ударные, цимбалы, колокольчики

Боб Бойсадан : аккордеон, клавишные

Доменик Вернес : аккордеон

Тьерри (Тити) Робин : бузуки, уд

Раба Кальфа : дарбука, бандура, rek

Абдил Хамид Маоуи : ney

Лорен Де Гаспери : электрогитара

Эрик Бердо : тамбурины

Марк Жакемин : ударные

Андре Чекарелли : ударные

Мериам Серфасс : арфа

Лой Понто : спаренные цимбалы